# Ferruccio Lamborghini
Ferruccio Lamborghini (ur. 28 kwietnia 1916 w Renazzo di Cento, zm. 20 lutego 1993 w Perugii) – włoski mechanik, konstruktor i przemysłowiec.

## Życiorys
Urodził się 28 kwietnia 1916 roku w Renazzo di Cento, w rodzinie rolniczej. Jego rodzicami byli Antonio i Evelina Lamborghini. Od dzieciństwa interesował się techniką i budową maszyn, głównie silników. Absolwent Wydziału Mechaniki na Uniwersytecie Bolońskim.
W 1940 roku został powołany do włoskiego lotnictwa. Został mechanikiem w bazie lotniczej w Rodi, a następnie w jednostce stacjonującej na wyspie Rodos. Chociaż dostęp do części zamiennych był utrudniony, szybko zdobył sobie opinię zdolnego mechanika, który jest w stanie naprawić wszystko. Po kapitulacji wyspy w 1945 roku trafił do niewoli brytyjskiej, jednak rok później został z niej zwolniony.
Po zwolnieniu z niewoli wrócił do rodzinnej miejscowości i rozpoczął montaż ze starego sprzętu wojskowego ciągników, których niedobór był wówczas mocno odczuwalny. W wolnym czasie brał udział w wyścigach samochodowych. W 1949 roku założył przedsiębiorstwo Lamborghini Trattori i rozpoczął produkcję własnych ciągników. Z czasem firma zyskała pozycję największego włoskiego producenta ciągników. Po podróży do Stanów Zjednoczonych w 1960 roku założył firmę Bruciatori, która produkowała klimatyzatory oraz piece centralnego ogrzewania dla przemysłu i dla klientów indywidualnych. Planował także produkcję śmigłowców, jednak ten pomysł zablokowała rada nadzorcza zakładu.
Jako dobrze prosperujący przedsiębiorca, z czasem mógł sobie pozwolić na zakup Ferrari 250 GT, jednak nie był zadowolony z działania niektórych podzespołów, głównie sprzęgła. Próbował umówić się w tej sprawie na spotkanie z Enzo Ferrarim, jednak był zmuszony długo na nie oczekiwać, by usłyszeć, że firma Ferrari nie potrzebuje uwag od producenta ciągników, który nie może znać się na samochodach sportowych. Urażony Lamborghini założył w 1963 roku przedsiębiorstwo Automobili Lamborghini, a kilka miesięcy później zaprezentował samochód Lamborghini 350 GTV. Wykonanie większości podzespołów i nadwozia przypadło firmom zewnętrznym, jedynie silnik został zaprojektowany i zbudowany przez zakłady Lamborghini. Z powodu błędu projektantów nadwozia silnik nie zmieścił się do komory, dlatego podczas prezentacji na salonie samochodowym w Turynie model wystawowy był go pozbawiony, a puste miejsce wypełniono cegłami.
Na początku lat 70. XX w. rozpoczął się kryzys, który mocno dotknął koncern Lamborghini. Firma Lamborghini Trattori, która połowę swojej produkcji eksportowała, popadła w problemy, gdy swoje zamówienia wstrzymał południowoafrykański klient, a w 1972 również rząd Boliwii zerwał umowę na dostarczenie dużej partii ciągników. Związki zawodowe zablokowały możliwość zwolnień w firmie, w związku z czym Lamborghini sprzedał w tym samym roku wszystkie swoje udziały w przedsiębiorstwie (72%) jednej z konkurencyjnych firm.
W kłopoty popadła również firma Lamborghini Automobili. Lamborghini sprzedał wówczas przyjacielowi, biznesmenowi Georges-Henriemu Rossettiemu, 51% udziałów w firmie za 600 000 dolarów, co pozwoliło utrzymać przedsiębiorstwo. Chociaż utracił formalnie kontrolę nad firmą, wciąż kierował nią w niezmieniony sposób, gdyż Rossetti nie ingerował w działanie fabryki. Gdy w 1973 roku rozpoczął się kryzys paliwowy, kondycja firmy ponownie się pogorszyła. Rok później Lamborghini sprzedał pozostałe 49% udziałów Rene Leimerowi, przyjacielowi Rossettiego, zachował jednak firmę produkującą klimatyzatory i piece. Założył także przedsiębiorstwo Oleodinamica, które produkowało zawory hydrauliczne, jednak nie kierował nią osobiście, powierzając tę funkcję synowi. Sam przeszedł na emeryturę, zamieszkał w posiadłości, którą kupił jeszcze w 1971 roku i zajął się produkcją wina pod nazwą Colli di Trasimeno, wkrótce jednak zmieniło ono nazwę na Sangue Di Miura. Jego wina były wielokrotnie nagradzane.
Zmarł 20 lutego 1993 roku w wyniku zawału serca i został pochowany na cmentarzu Cimitero Monumentale della Certosa di Bologna.

### Życie prywatne
Wkrótce po powrocie do kraju ożenił się, jednak żona zmarła w 1947 roku przy porodzie. Z tego związku urodził mu się syn, Antonio (zwany Tonino), późniejszy właściciel japońskiej sieci ekskluzywnych sklepów z odzieżą. W latach 70. Lamborghini ożenił się ponownie, a w 1974 urodziła się jego córka, Patrizia Lamborghini.